# Dynamiczne zarządzanie procesami biznesowymi
Dynamiczne zarządzanie procesami biznesowymi (ang. dynamic business process management – dynamic BPM) – zarządzanie pozwalające na odpowiednio szybką (dla czynników krytycznych praktycznie natychmiastową) odpowiedź na zmieniające się istotne warunki działania (wewnętrzne i/lub zewnętrzne) oraz zindywidualizowane wymagania klientów, w oparciu o adaptacje procesów wykonywane w czasie realizacji procesów przez ich bezpośrednich wykonawców.
Opracowana przez dr Marka Szelągowskiego w roku 2005 koncepcja dynamicznego zarządzania procesami biznesowymi jest rozszerzeniem klasycznego (statycznego) zarządzania procesami biznesowymi (BPM) w kierunku organizacji uczącej się, zgodnie z trzema poniższymi zasadami:

## Ewolucyjna zmienność w czasie wykonywania
Pracownicy realizujący dany proces, mają możliwość jego dynamicznej adaptacji do wymogów realizacyjnych.
Procesy muszą być definiowane i wdrażane w taki sposób, aby możliwe były uzupełnienia, a nawet zmiany ich przebiegu dokonywane przez bezpośrednich wykonawców (np. kierowników kontraktów, szefów projektów itp). Zgodnie z posiadanymi uprawnieniami to oni, a nie jak dotychczas, tylko liderzy procesów, muszą mieć możliwość wprowadzania na bieżąco zmian do realizowanego procesu. Muszą też posiadać możliwość wykonania w systemie informatycznym kierowanym procesami (process-driven application) czynności, działań, a nawet całych procesów elementarnych, nie uwzględnionych w procesie standardowym.

## Wykonanie procesu jest równoznaczne z udokumentowaniem wykonania
Wdrożenie dynamicznego zarządzania procesami biznesowymi musi być dokonane w taki sposób, aby definicja procesu była zawarta w wykonawczym systemie informatycznym kierowanym procesami oraz żeby wykonanie procesu było równoznaczne z udokumentowaniem wykonania, bez obciążeń pracowników dodatkową sprawozdawczością.

## Kompleksowość i ciągłość
Wdrożenie dynamicznego zarządzania procesowego powinno co najmniej obejmować proces podstawowy, opisujący główną działalność przedsiębiorstwa, w tym także dostawców czy podwykonawców. Celem jest minimalizacja całkowitych kosztów i całkowitych zapasów, przy jednoczesnym zmniejszaniu całkowitego czasu realizacji. Znacznie rozszerza to obszar poszukiwania możliwości podniesienia efektywności, a często także skrócenia czasu realizacji, poprzez optymalizację biorącą pod uwagę działania leżące poza pojedynczym przedsiębiorstwem (np. dostawy, obsługę gwarancyjną) w ramach całego procesu tworzącego wartość.
Przedsiębiorstwo zarządzane zgodnie z koncepcją dynamicznego zarządzania procesami biznesowymi, łączy nierozerwalnie codzienną zdolność do szerokiego tworzenia i weryfikacji innowacji z działalnością podstawową, wykorzystując cały dynamizm swoich pracowników. Poprzez możliwość dynamicznej zmiany procesów przez ich wykonawców, cały system zarządzania przedsiębiorstwem staje się otwarty na kreatywne inicjatywy szerokiego kręgu pracowników, bez niebezpieczeństwa chaosu, którym groziłyby nie kontrolowane zmiany reguł działania. Dodatkowo mając możliwość śledzenia efektów zmian, możliwe jest dołączanie do zbiorowej wiedzy organizacji informacji, które praktyki i rozwiązania przynoszą najlepsze, a które najgorsze rezultaty. Jest to realne, codzienne udoskonalanie i adaptowanie procesów biznesowych w oparciu o wiedzę pracowników zweryfikowaną przez klienta. Zabezpiecza ono przed występowaniem znanego z Six Sigma problemu tzw. „ukrytej fabryki”. Polega on na rozwijaniu przez pracowników niejawnych procesów i systemów działania służących naprawianiu błędów i korygowaniu niezgodności. Działania te są ukrywane przed kierownictwem i blokują możliwość usprawniania procesów, gdyż w ich efekcie kierownictwo dysponuje nieprawdziwą wiedzą o przebiegu, kosztach i efektywności procesów.
Przedsiębiorstwo zarządzane zgodnie z koncepcją dynamicznego zarządzania procesami biznesowymi jest zdolne do hiper konkurencji (hypercompetition). Ma możliwość de facto indywidualizacji procesów biznesowych zgodnie z wymaganiami i oczekiwaniami konkretnych klientów. Równocześnie spełnia wymogi stawiane organizacji uczącej się dzięki możliwości szybkiej weryfikacji, pozyskiwania i natychmiastowego stosowania zdobytej wiedzy.

## Wdrażanie dynamicznego zarządzania procesami biznesowymi w organizacjach
Wdrożenie dynamic BPM bez wsparcia technologii informatycznych jest praktycznie niemożliwe, gdyż wymagałoby znacznego dodatkowego nakładu pracy na bieżącą kontrolę realizowanych procesów. Dokonujące się bardzo szybko ewolucyjne przejście od tradycyjnych systemów BPMS do systemów dynamic BPMS takich firm jak IBM, Appian czy Pega pozwala na zastosowanie zarządzania procesowego także dla wymagających podejścia dynamicznego, trudnych do strukturalizacji procesów, stanowiących w wielu wypadkach większość procesów przedsiębiorstwa.